# Bortezomibe
Bortezomibe é um fármaco antineoplásico. É utilizado como segunda opção no tratamento de mieloma múltiplo.